# Западное (озеро, Енисейский район)
Западное — озеро в России, находится в Енисейском районе Красноярского края. Площадь поверхности — 1,62 км².
Находится в междуречье рек Чёрная и Хариузовка на высоте 132,2 метра над уровнем моря. Окружено болотами с островами соснового, берёзового и кедрового леса. Имеет овальную форму, вытянуто с северо-востока на юго-запад. В южную часть озера впадает ручей из озера Иваново. Поверхностный сток отсутствует.
Код водного объекта — 17010400111116100001255.